# Nederlands Hervormde Kerk (Sint Maartensbrug)
Nederlands Hervormde Kerk is een kerk met een houten torentje op de (zuid)oostgevel uit 1696 aan de Grote Sloot 233 in het Noord-Hollandse Sint Maartensbrug.
De kerk is na de bouw gepleisterd. In de kerk bevinden zich diverse inventarisonderdelen uit de 17e eeuw, waaronder een eikenhouten preekstoel, doophek, twee gestoelten, twee koperen lezenaars en een koperen doopbekkenhouder. In de kerk bevindt zich een harmonium van onbekende bouwjaar en bouwer. In de toren staat een kleinmechanisch torenuurwerk uit 1872.
Sinds 1971 staat de kerk als rijksmonument ingeschreven op de monumentenlijst.
Bij de kerk ligt een begraafplaats met een kleine 1000 graven.
De kerk wordt multifunctioneel gebruikt, zo vinden er ook exposities plaats.

## Foto's

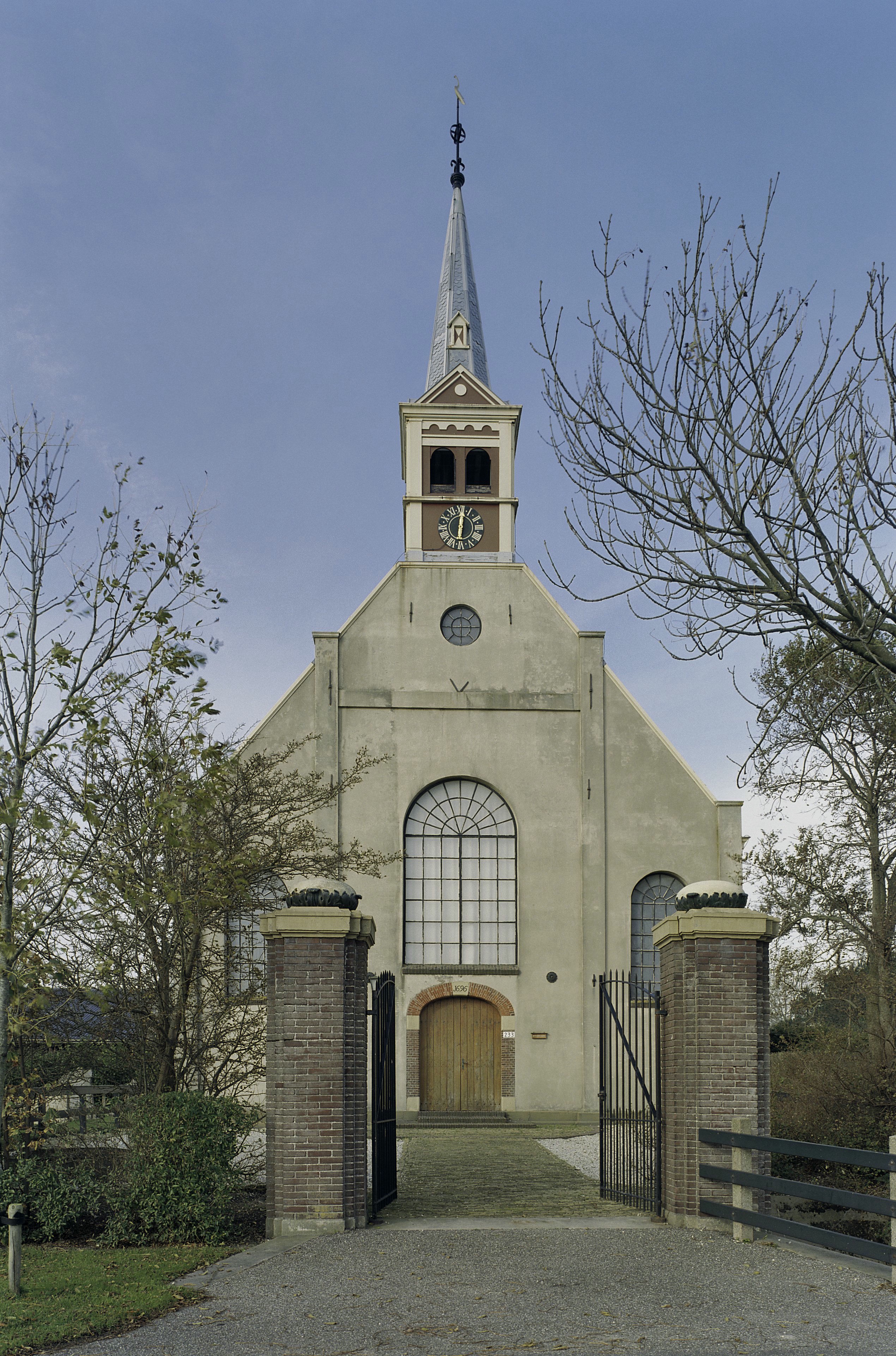
Voorzijde van de kerk met het toegangshek
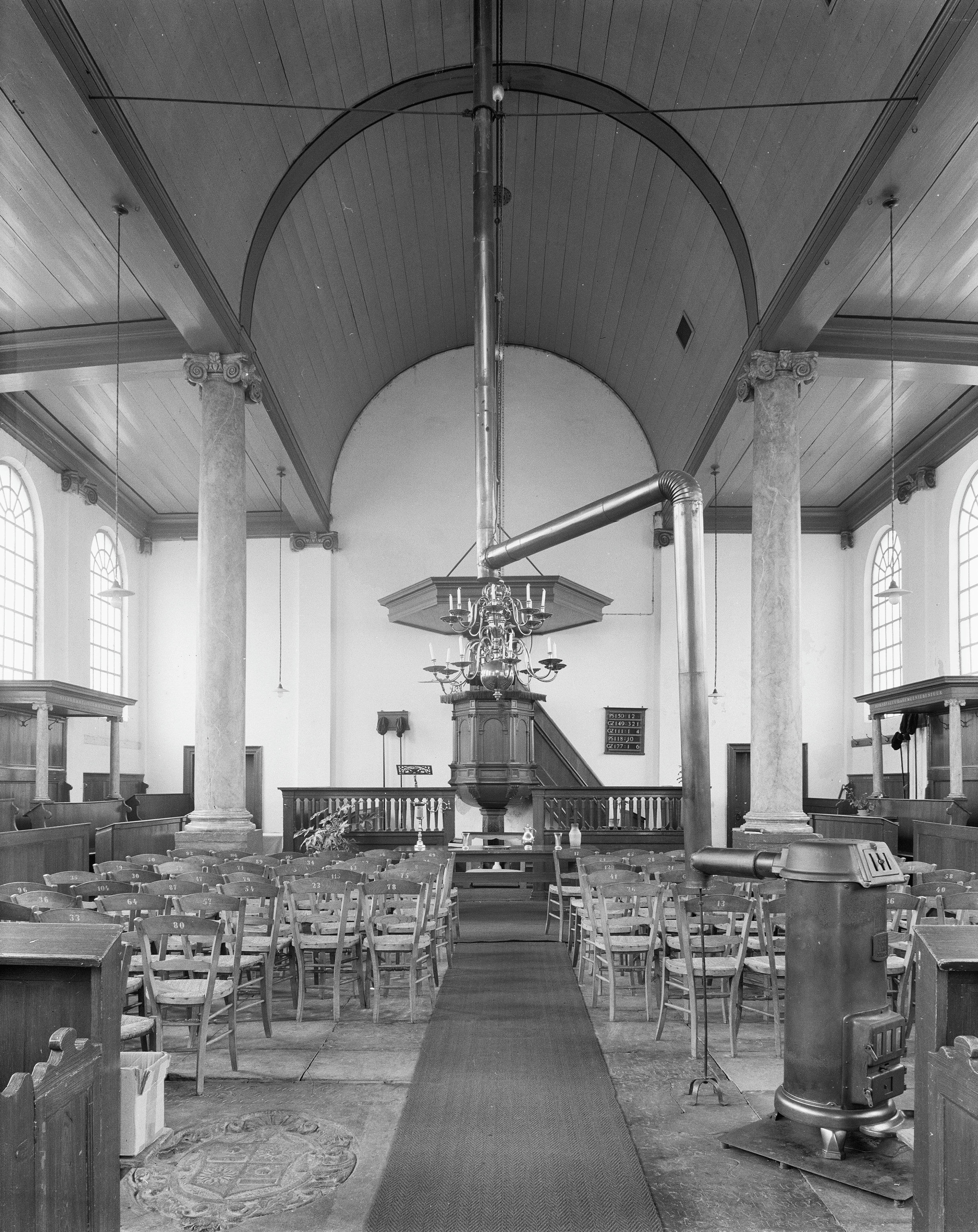
Preekstoel
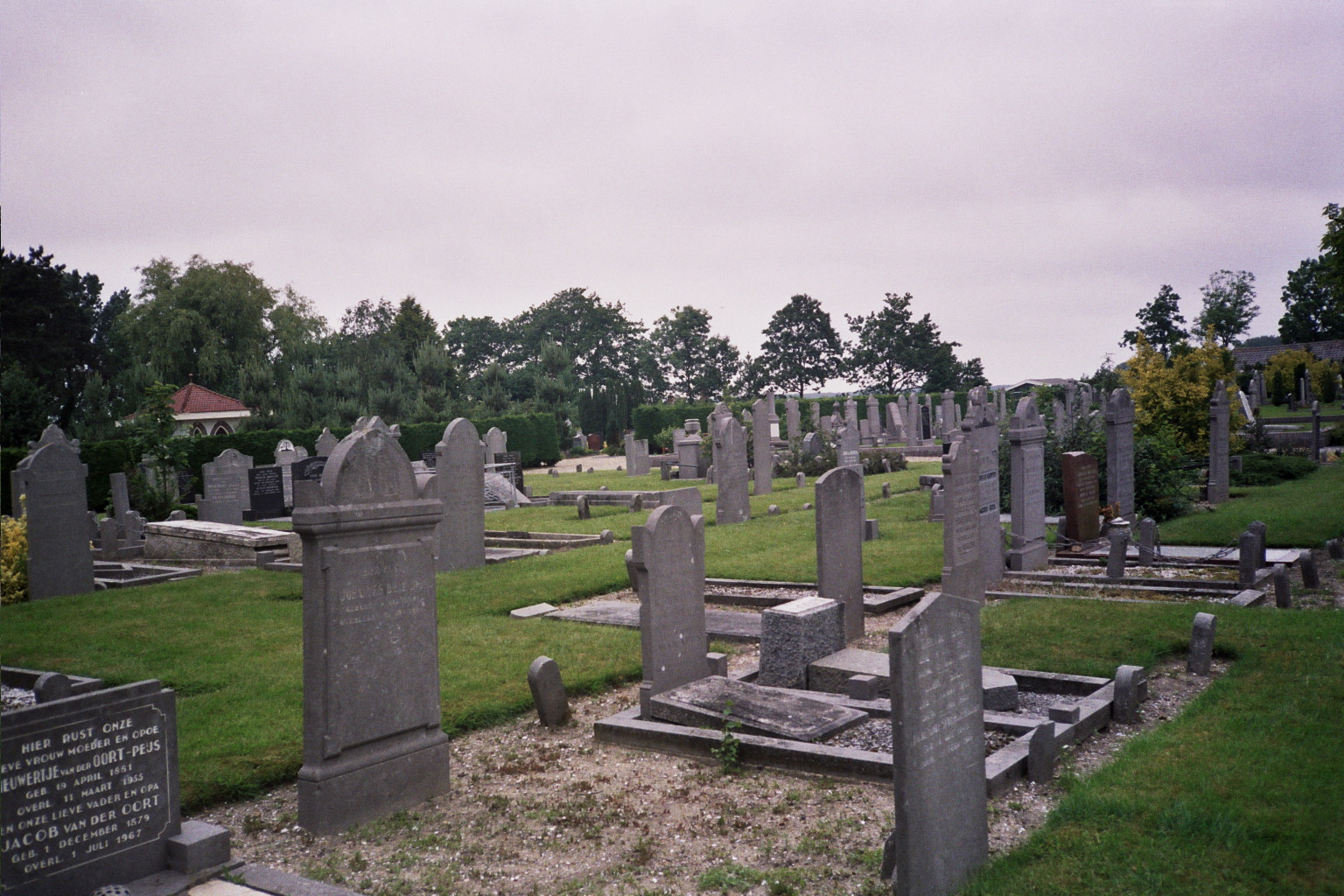
Kerkhof